# 小行星24103
小行星24103（24103 Dethury）是一颗绕太阳运转的小行星，为主小行星带小行星。该小行星于1999年11月9日发现。

## 轨道参数
小行星24103的轨道半长轴为2.6488380 UA，离心率为0.191。